# École nationale d’équitation

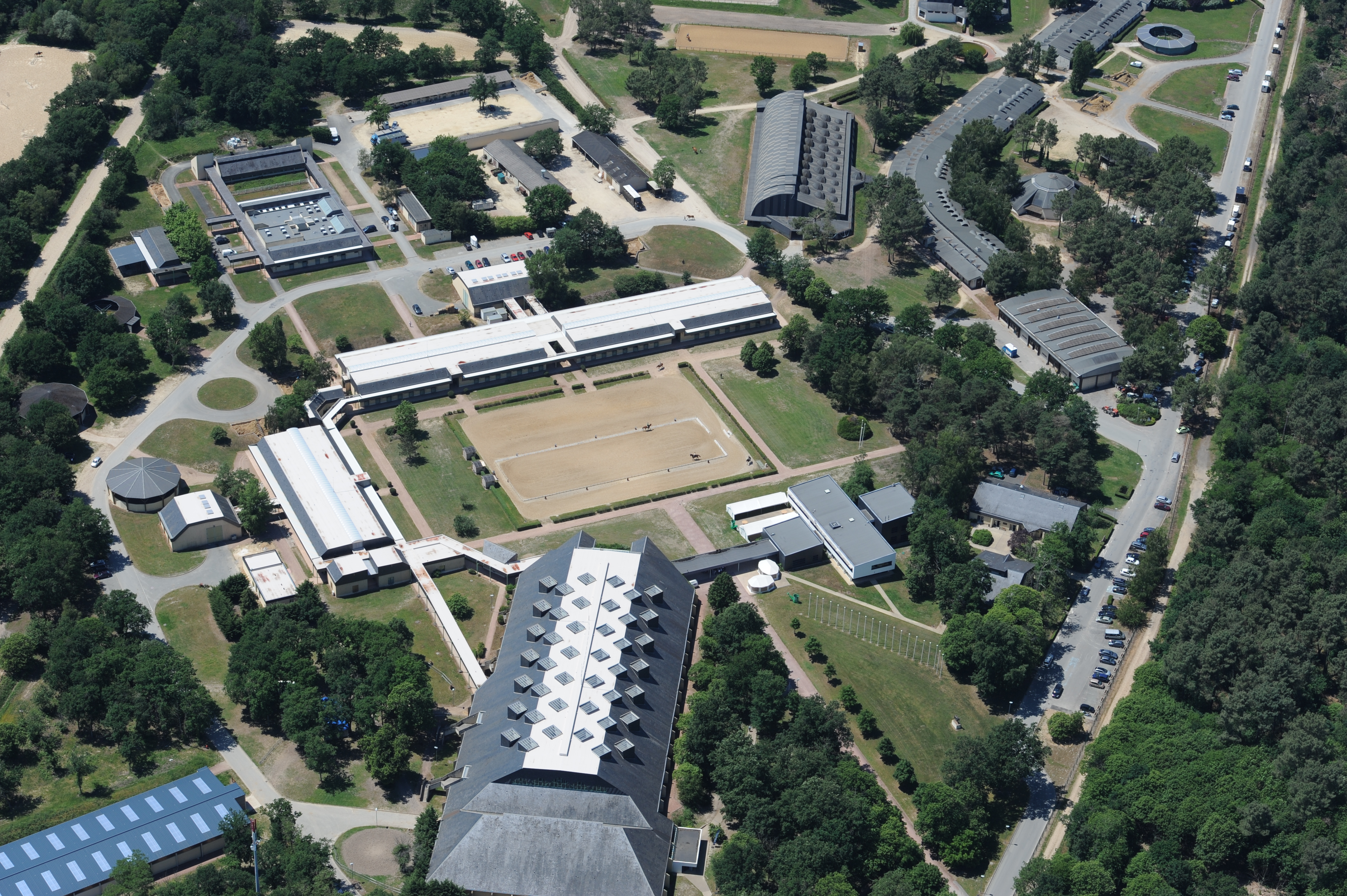
École nationale d'équitation

École nationale d'équitation (ENE) este cea mai veche școală franceză de echitație. Se află în Saumur. Grupul de instructori de elită ai acestei școli se numește Cadre Noir.
A fost fondată în 1814 ca instituție academică militară și de școală înaltă de călărie, în 1828 având loc primele demonstrații publice. În 1972 s-a format École Nationale d’Équitation. 
Printre altele sunt folosiți cai de rasa Lusitano.

## Istoric
École Nationale d’Équitation (ENE) este cea mai veche școală franceză de echitație. Cetatea ducilor de Anjou continua astfel o îndelungata tradiție ecvestră care a transformat-o în capitală a echitației. În inima ei pulsează viața pe care activitățile cu caii au imprimat-o cetății și întregii regiuni. În timpul domniei lui Ludovic al XV-lea aici au fost construite primele clădiri destinate Școlii de Echitație.
Răsturnările survenite în urma revoluției din 1789 au făcut ca școala de instruire a trupelor de cavalerie să fie transferată aici. În 1825 ea e rebotezată : Școala Regală de Cavalerie iar câțiva ani mai târziu va fi adoptată ținuta neagră de manej a faimoșilor instructori de elită cunoscuți sub numele de Cadre Noir. În 1972 s-a format École Nationale d’Équitation.
Astăzi complexul în care își desfășoară activitățile Școala Națională de Echitație (ENE) dispune de o infrastructură impresionantă. Ansamblul sportiv desfășurat pe 300 ha dispune de 50 de kilometri de piste amenajate, 10 manejuri olimpice, 5 manejuri de antrenament, un amfiteatru, o clinică veterinară, o șelărie de onoare în care harnașamentele, adevărate opere de artă, sunt înșiruite ca la paradă în așteptarea spinărilor delicate ale celor peste 400 de cai ai școlii. Anual sunt formați aici în jur de 2000 de stagiari care beneficiază de o instruire demnă de renumele școlii.În paralel instituția desfășoară activități de cercetare în domeniul tehnic, științific și pedagogic.Axată pe metodele clasice ale înaltei școli de echitație ENE este deschisă confruntărilor cu cele mai noi tehnici menite să amelioreze și să perfecționeze practica echitației.Programul zilnic deschis publicului (taxa de intrare) prevede dimineața vizita ghidată a instalațiilor școlii, urmată de posibilitatea de a asista la antrenamentul în repriză a instructorilor Cadre Noir iar după-amiaza vizita ghidată a instalațiilor.
Baletul cailor conduși de cei mai performanți Cadre Noir încantă și surprind de fiecare dată și peste tot unde apar. Spectacolele au loc tot timpul anului atât la Saumur cât și în cadrul diverselor evenimente de gală naționale și internaționale. În acest an Salonul Calului de la Versailles a reușit să reunească pentru prima dată într-un spectacol unic cele trei școli europene de artă ecvestră de la Saumur, Viena și Jerez. 